# Наруксовский район
Наруксовский район — упразднённая административно-территориальная единица в составе Нижегородского и Горьковского краёв, Горьковской и Арзамасской областей, существовавшая в 1929—1931 и 1935—1963 годах. Центр — село Наруксово.
Наруксовский район был образован в 1929 году в составе Арзамасского округа Нижегородского края. В состав район вошли Наруксовская и часть Шутиловской волости Лукояновского уезда.
30 июля 1930 года в связи с ликвидацией окружной системы в СССР Наруксовский район перешёл в прямое подчинение Нижегородского края.
В июле 1931 года Наруксовский район был присоединён к Починковскому району, но уже в январе 1935 восстановлен.
5 декабря 1936 года Наруксовский район вошёл в состав Горьковской области.
По данным 1945 года Наруксовский район делился на 15 сельсоветов: Азрапинский, Василевский, Дубровский, Криушинский, Мадаевский, Мало-Пузинский, Наруксовский, Ново-Михайловский, Ново-Николаевский, Ново-Урюпинский, Покровский, Ризоватовский, Садовский, Учуево-Майданский и Шагаевский.
С 7 января 1954 по 23 апреля 1957 Наруксовский район входил в состав Арзамасской области.
В 1963 году Наруксовский район был упразднён.